# 3-ти награди на БАФТА
3-тите награди на БАФТА (на английски: 3rd British Academy Film Awards) са раздадени на 29 май 1950 г. известни със задна дата като Филмови награди на Британската академия, са раздадени от Британската академия за филмово и телевизионно изкуство (БАФТА) (известна тогава като Британската филмова академия) на 29 май 1950 г.  и отличива най-добри филми от 1948 и 1949 г. Наградите за най-добър британски филм и най-добър филм от всякакъв източник са раздадени съответно на Третият човек и „Крадци на велосипеди“, а „Третият човек“ е най-номинираният игрален филм с две номинации.

## Награди по категория
| Британски филм | Най-добър филм от всеки източник |
| --- | --- |
| - Третият човек - A Run for Your Money - Добри сърца и диадеми - Паспорт за Пимлико - Дама пика - Малката задна стая - Изобилие от уиски! | - Крадци на велосипеди (Италия) - Берлинска балада (Германия) - Последният етап (Полша) - Конфигурацията (САЩ) - Третият човек (Великобритания) - Съкровището на Сиера Мадре (САЩ) - Прозорецът (САЩ)      |
| Документален филм | Специална награда за филм |
| - Разсъмване в Уди - Тираж - Двигателят Корниш - Наркоман - Остров на лагуната - Чернодробният метил във Великобритания - Доклад по проблема с бежанците | - Семейство Мартин (френски образователен филм) - Инцидентите не се случват, № 5 - Точки и Примки (Канадска експериментална анимация) - Муха за къщата - Легенда за света Урсула - Приказка за един войник |
| Награда на ООН | |
| - Търсенето (игрален филм, САЩ) - Кръстопът на живота (Crossroads of Life) (документална драма, Белгия) - Разсъмване в Уди (документална драма, Великобритания) - Хората между тях (документална драма, Канада) - Проект Сардиния (документална драма, Италия) | |